# Giacinto Amati
Giacinto Amati, auch Hyacinth Giacinto, (* 1778 in Monza; † 27. Dezember 1850 in Mailand) war ein italienischer katholischer Theologe und Reiseschriftsteller.

## Leben
Giacinto Amati war ein Bruder des Architekten Carlo Amati. Er war Pfarrer an der Mailänder Kirche Santa Maria dei Servi. In seiner Freizeit betätigte er sich entweder wissenschaftlich oder reiste. So führte ihn eine Reise nach Algier. Dort besuchte er Antoine Dupuch, den Bischof des Erzbistums Algier. Dieser ernannte Amati zum Kanoniker an der Kathedrale von Algier.
Am 27. Dezember 1850 starb Amati in Mailand und wurde in der dortigen San-Carlo-Kirche begraben; sein Grabdenkmal befindet sich dort am Altar. Amati verfasste einige Reisebeschreibungen.

## Schriften
- Ricerche storico - critico - scientifiche sulle origini, scoperte, invenzioni e perfezionamenti fatti nelle lettere, nelle arti e nelle scienze ecc (Milano 1828 bis 1830)